# Jim Storrie
James "Jim" Storrie, född 31 mars 1940 i Kirkintilloch, Skottland, 11 november 2014 i Cumbernauld i North Lanarkshire, var en skotsk professionell fotbollsspelare och manager. Han spelade mer än 250 ligamatcher och mer än 100 mål som anfallsspelare i främst Leeds United, Rotherham United och Portsmouth. Efter spelarkarriären fortsatte han en säsong som manager i St. Johnstone.